# Атаджанов, Лев Амаякович
Лев Амаякович Атаджанов (1924—1986) — советский инженер и учёный, специалист в области космического телевидения, лауреат Государственной премии СССР (1981).
Родился в с. Кафан Армянской ССР.
Окончил Ленинградский институт авиационного приборостроения (ныне - Санкт-Петербургский государственный университет аэрокосмического приборостроения - ГУАП) (1948).
С 1948 по 1986 год работал в НИИ-380 (НИИ телевидения) в должностях от инженера-конструктора до начальника лаборатории и заместителя главного конструктора.
Кандидат технических наук (1956).
Разработал теоретические принципы построения высокочувствительной бортовой телевизионной аппаратуры, работающей с пороговыми сигналами. Один из создателей нового направления — телевизионных систем для наблюдения с высоких орбит.
В 1968–1973 гг. участвовал в широкомасштабных научно-исследовательских и опытно-конструкторских работах, результатом которых стало создание экспериментальной аппаратуры системы мониторинга Земли для обнаружения запусков баллистических ракет.
В 1978–1984 гг. участвовал в разработке и введении в эксплуатацию высокоорбитальной космической телевизионной системы обнаружения запусков межконтинентальных баллистических ракет на расстоянии нескольких десятков тысяч
километров.
Лауреат Государственной премии СССР (1981). Почётный радист СССР (1966).